# Двигун IOE

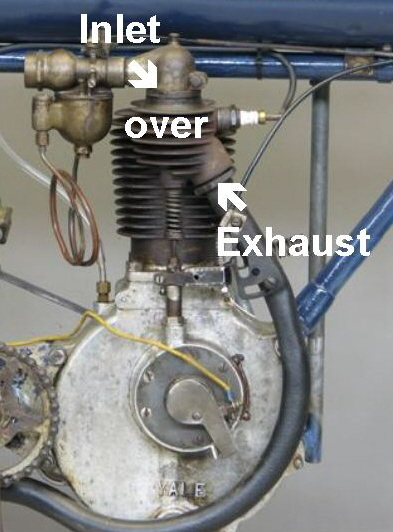
Двигун Yale IOE 1911 року

Двигун впуску над випуском, або «IOE» тобто Inlet over Exhaust, відомий у США як F-Head, — це чотиритактний верхньоклапанний двигун внутрішнього згоряння у якого впуск знаходився у головці блоку, а випускні клапани у самому блоці двигуна. 
Двигуни IOE широко використовувалися на перших мотоциклах, спочатку з впускним клапаном, що керувався всмоктуванням двигуна замість клапанного механізму, що активувався кулачком. Коли впускні клапани з всмоктуванням досягли своєї межі зі збільшенням обертів двигуна, виробники модифікували конструкції, додавши механічний клапанний механізм для впускного клапана. Кілька виробників автомобілів, включаючи Willys, Rolls-Royce і Humber, також виготовляли двигуни IOE як для автомобілів, так і для військової техніки. Компанія Rover виробляла рядні чотири- та шестициліндрові двигуни з особливо ефективною версією індукційної системи IOE.
Було виготовлено кілька конструкцій із системою реверсу, вихлоп над входом (EOI), наприклад, квадроцикл Ford 1896 року.

## Опис
У двигуні F-head/IOE впускний колектор і його клапани розташовані в голівці блоку циліндрів над циліндрами та керуються коромислами, які змінюють рух штовхачів, щоб впускні клапани відкривалися вниз у камеру згоряння. Випускний колектор і його клапани розташовані поруч або як частина циліндрів, у блоці. 
Випускні клапани розташовані приблизно або точно паралельно поршням; їх обличчя спрямовані вгору, і вони не керуються окремими штовхачами, а контактують із розподільним валом через штовхач або підйомник клапана та інтегрований шток клапана/штоковник. Клапани були зміщені вбік, утворюючи те, що здавалося кишенею, що призвело до використання терміна «кишеньковий клапан» для двигунів IOE. 
F-Head двигун поєднує в собі характеристики двигунів із верхнім розташуванням клапанів і двигунів із плоским клапаном, причому впускний клапан працює за допомогою штовхача та коромисла та відкривається вниз, як двигун із верхнім розташуванням клапанів, тоді як випускний клапан зміщений відносно циліндра та відкривається вгору через інтегрований штовхач/стрижень клапана, який безпосередньо приводиться в дію розподільним валом, подібно до клапанів у двигуні з плоскою головкою.

## Походження
Найперші схеми IOE використовували атмосферні впускні клапани, які утримувалися закритими за допомогою слабкої пружини та відкривалися за допомогою різниці тиску, що утворювалася, коли поршень опускався під час впускного ходу.  Це добре працювало з низькошвидкісними ранніми двигунами та мало перевагу в тому, що було дуже простим і дешевим, але слабка пружина не могла закрити клапан досить швидко, коли оберти двигуна зростали. Це вимагало міцніших пружин, які, у свою чергу, потребували прямої механічної дії, щоб відкрити, оскільки атмосферний тиск у 15 PSI обмежує загальну силу, доступну від створення різниці тиску, тобто 15 фунтів (6,8 кг) пружина є найсильнішою, яку можна використати (з практичних цілей вона повинна бути ще легшою). Коли межі цієї системи були досягнуті, конструкцію було вдосконалено без суттєвих змін у лиття головки шляхом додавання механічної системи для відкриття впускних клапанів і міцніших пружин для їх закриття.  В обох випадках випускні клапани знаходилися в блоці і відкривалися контактом з розподільним валом через штовхач або підйомник клапанів і закривалися пружинами. 

## Переваги та недоліки
Конструкція IOE дозволяє використовувати клапани більшого розміру, ніж бічний клапан (або L-head) або двигун з верхнім розташуванням клапанів.  Його переваги перед бічним клапаном/плоскою головкою також включають компактну камеру згоряння, добре розташовану свічку запалювання та ефект охолодження від завихрення суміші  разом із кращим потоком суміші на впуску. Недоліки включають камеру згоряння більш складної форми, ніж у двигуна з верхнім розташуванням клапанів, що впливає на швидкість згоряння та може створити гарячі точки в головці поршня, а також нижнє розташування клапана, що перешкоджає ефективному очищенню. Через додаткові ускладнення, пов’язані з коромислами та штовхачами, його також складніше та дорожче виготовити, ніж двигун із бічними клапанами, а також він фізично більший через те, що коромисла розміщені над головкою циліндра, і для цього потрібен впускний клапан і порти в головці блоку циліндрів, тоді як циліндр двигуна з бічним клапаном є просто закритим циліндром.

## Двигуни Rover IOE

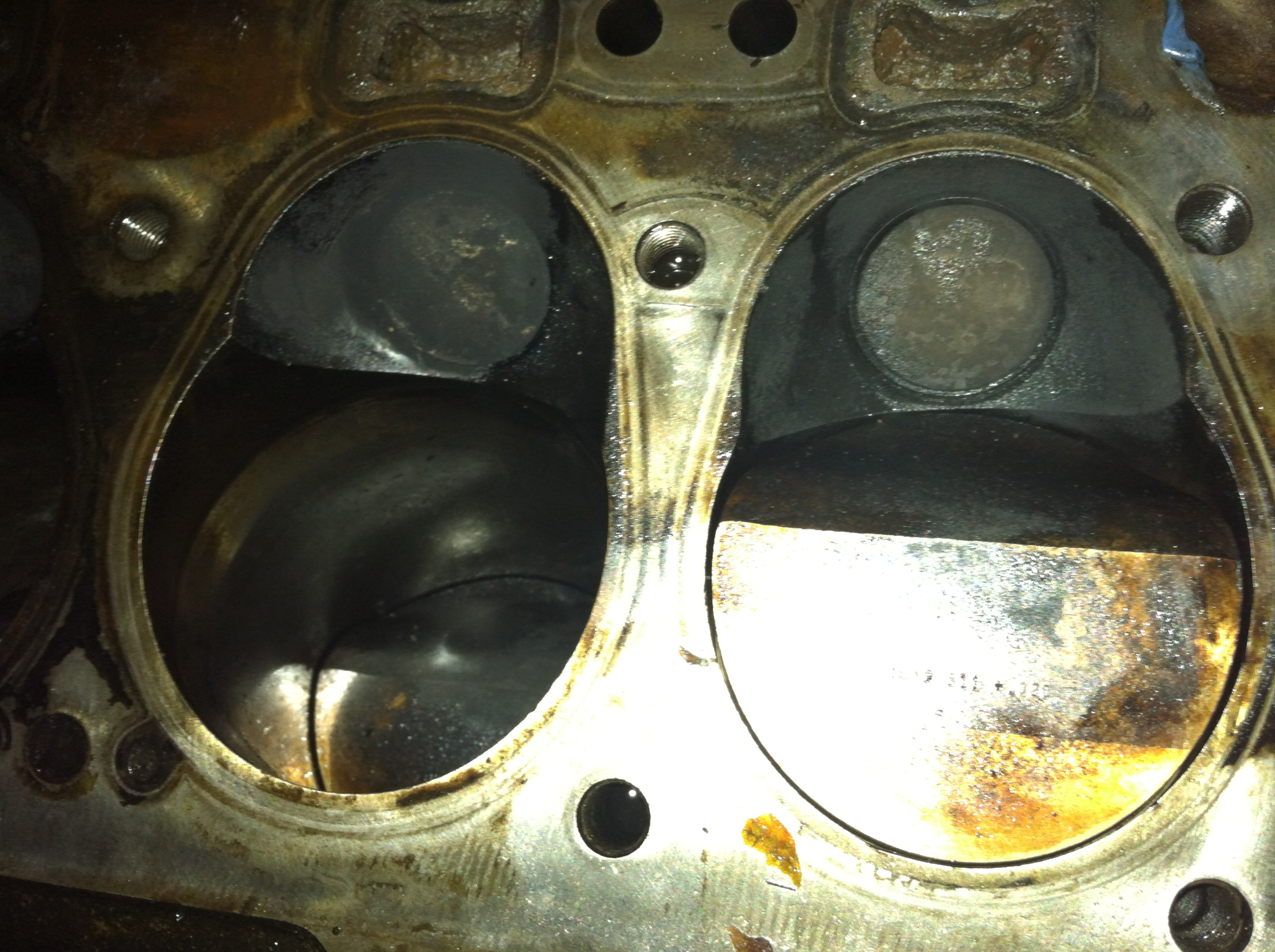
Великим планом два циліндри 3-літрового двигуна Rover IOE. Ви можете побачити камеру згоряння, кутову верхню частину поршня та випускний клапан.

Rover використовував більш вдосконалену форму двигуна IOE. Він був розроблений Джеком Суейном у середині-кінці 1940-х років і вироблявся з 1948 року до початку 1990-х років.  На відміну від звичайного IOE з F-head, він мав ефективну камеру згоряння, призначену для гарного згоряння, а не простого виготовлення.  Верхня поверхня блоку була оброблена під кутом, а коронки поршнів були розташовані під кутом у вигляді «скатого даху». У ВМТ поршень майже торкався кутового впускного клапана і добре "хлюпав" саму камеру згоряння, зміщену вбік на половину діаметра циліндра.  Отримана форма камери згоряння була майже ідеальною напівсферою, хоча вона була перевернута та нахилена порівняно зі звичайною конструкцією "Hemi".  Свічка запалювання була встановлена по центру, і це,  разом із турбулентністю, створюваною хлюпанням,  забезпечувало короткий шлях полум’я.  Тонкий газовий шар між поршнем і впускним клапаном був настільки обмеженим, що зменшив ризик детонації на поганому паливі, що є одним із факторів, через який він так довго використовувався на Land Rover. Наприкінці 1940-х і на початку 1950-х років, коли єдиним доступним бензином був низькооктановий бензин, це також дозволило Rover працювати з вищим коефіцієнтом стиснення, ніж багатьом конкурентам із більш звичайними бічними або верхніми клапанами. 
Незвичайне розташування камери згоряння з її кутовими клапанами також призвело до незвичайного клапанного механізму. Розподільний вал, встановлений на блоці, керує невеликими клиноподібними рокерами, по одному для кожного клапана. У ранніх моделях розподільний вал діє на просту накладку на коромислі, але на більш пізніх моделях цю накладку замінили роликовим штоком. Випускні коромисла діють безпосередньо на клапани, тоді як впускні коромисла діють на штовхачі, що йдуть до другого набору довших плоских коромисел, що керують впускними клапанами. Двигун Rover, як і багато інших британських конструкцій 1940-х років, був малодіаметричним двигуном з довгим ходом поршня, щоб утримувати рейтинг потужності RAC якомога нижче, таким чином утримуючи дорожній податок якомога нижче. Компонування IOE дозволило Rover використовувати клапани більшого розміру, ніж це було б зазвичай можливо в двигуні з малим діаметром, забезпечуючи краще дихання та кращу продуктивність. 
Сімейство двигунів Rover IOE охоплювало чотирирядні (1,6- та 2,0-літрові) та рядні-6-циліндрові (2,1-, 2,2-, 2,3-, 2,4-, 2,6- та 3,0-літрові) двигуни та використовувало більшість пост-моторних двигунів компанії. бойовий асортимент у вигляді моделей P3, P4 і P5. Адаптовані версії двигунів 1.6 і 2.0 IOE також використовувалися в ранніх версіях Land Rover. Потужність коливалася від 50 к.с. (Land Rover 1.6) до 134 к.с. ( P5 3 літри MkII і III). 2.6 6-циліндровий двигун IOE мав особливо довгу кар'єру. Після використання в седанах Rover P4 він був доданий до моделей Land Rover з довгою колісною базою з 1963 року в моделях 2A Forward Control, потім у 1967 році в капотних 109"  і залишався додатковим обладнанням до 1980 року, коли його замінили на Rover V8.

### Аналогічна головка блоку циліндрів Packard
Форма камери згоряння як «перевернута напівголовка», разом із кутовим з’єднанням головки циліндрів і похилим дахом поршня, раніше використовувалася в двигуні Packard V12 1930 року, розробленому Ван Ранстом, хоча в цьому випадку клапани обидва були в блоці як бокові клапани, а свічка запалювання була погано розміщена на кінці камери згоряння. 

## Інші використання
Мотоцикли: Компонування клапанного механізму IOE широко використовувалося в ранніх американських мотоциклах, в основному на основі французького дизайну Де Діон-Бутона.  Компанія Harley-Davidson використовувала двигуни IOE з атмосферними впускними клапанами до 1912 року  та з механічними впускними клапанами з 1911 по 1929 рік.  Індія використовувала клапанні механізми IOE на всіх своїх чотирициліндрових мотоциклах, крім тих, які були виготовлені в 1936 і 1937 роках   Серед інших американських виробників мотоциклів, які використовували двигуни IOE, були Excelsior, Henderson і Ace. 
Автомобілі:
Hudson використовував рядний чотирициліндровий двигун IOE у своїй лінійці автомобілів Essex з 1919 по 1923 рр.  і рядний шестициліндровий двигун IOE у своїй лінійці автомобілів Hudson з 1927 по 1929 рр. 
У Європі в той самий період компанія Humber Limited з Ковентрі, Англія, виробляла повний спектр автомобілів з двигунами IOE, однак наприкінці 1920-х років вони були виведені з виробництва на користь моделей з дешевшими двигунами L-головки, якими користувався Hillman.
Після Другої світової війни Willys і його наступник Kaiser-Jeep використовували варіанти двигуна Willys Hurricane з 1950 по 1971 рік. 
У своєму післявоєнному Silver Wraith Rolls-Royce використовував рядний шестициліндровий двигун IOE, спочатку розроблений безпосередньо перед Другою світовою війною.   На основі цього двигуна компанія Rolls-Royce створила двигуни серії B для бойових машин британської армії, які вироблялися Rolls-Royce у чотирьох, шести та восьмициліндрових версіях (B40, B60 та B80) (а у випадку B40 використовувався в Austin Champ від Morris Motors) для військової техніки, пожежної техніки та навіть автобусів. Досконаліша розробка легкового автомобіля з коротким ходом двигуна FB60, рядний шестициліндровий двигун IOE з робочим об’ємом 3909 куб.см і виробляє заявлені 175 , використовувався BMC у 4-літровому седані Vanden Plas Princess R.  Було виготовлено понад 6000 таких автомобілів.

## Випуск над впуском (EOI)
Деякі двигуни були зроблені зі зворотною конфігурацією, маючи випускний клапан, розташований у головці блоку циліндрів, і впускний клапан у блоці. ABC Skootamota почали виробництво з двигуном такої конфігурації  , але його замінили на двигун з верхнім розташуванням клапанів до завершення виробництва. 
У 1936 і 1937 роках у Indian Four було змінено положення клапанів, з випускним клапаном у головці та впускним клапаном у блоці. Теоретично це покращило випаровування палива, а двигун насправді був потужнішим. Однак нова система сильно нагрівала головку блоку циліндрів. З’єднання випускного клапана вимагало частого регулювання. Конструкція повернулася до початкової конфігурації IOE у 1938 році  